# Vetschau (Aachen)
Vetschau ist ein Ortsteil des Aachener Stadtteils Laurensberg mit etwa hundert Häusern.

## Geografie

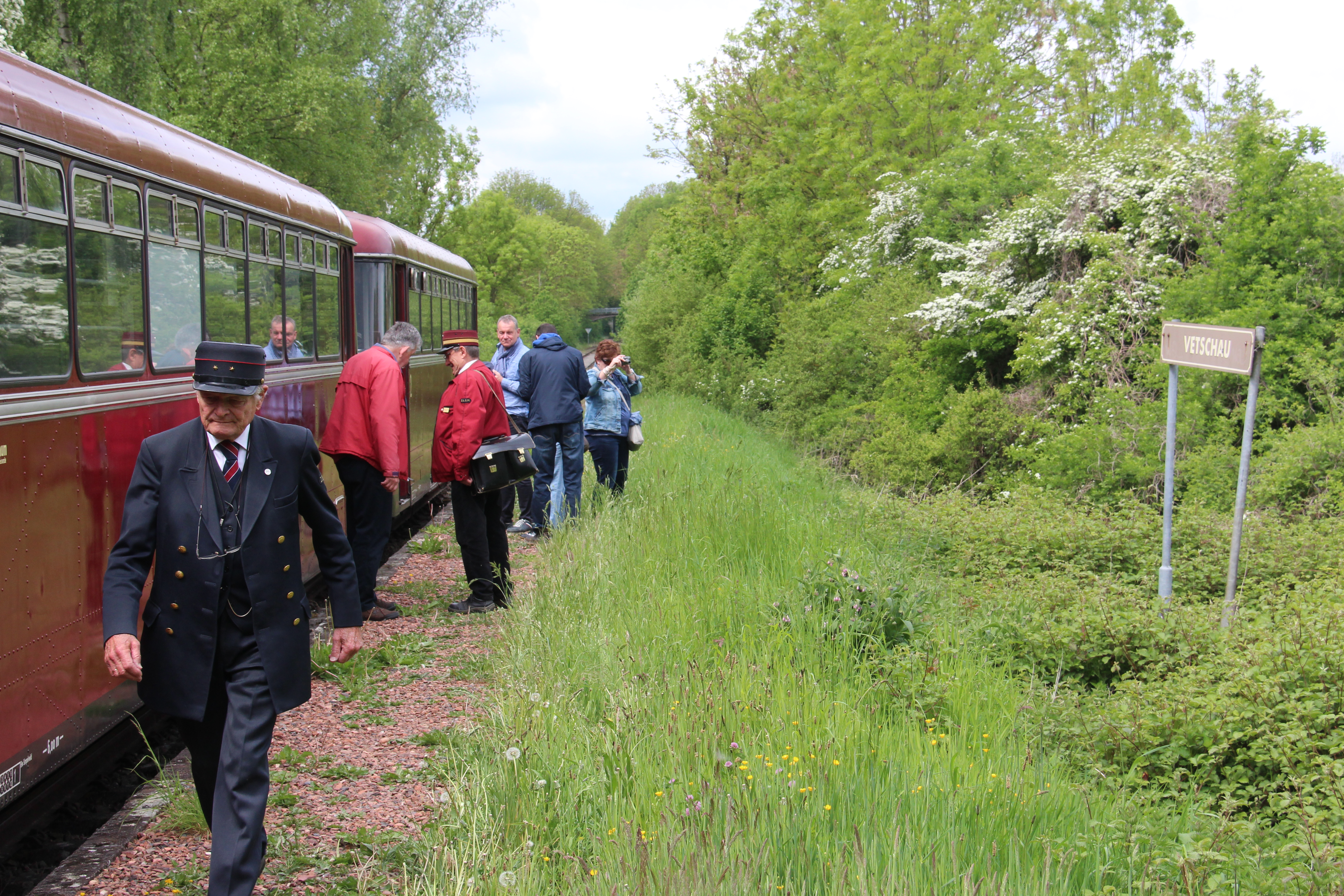
ZLSM Haltepunkt Vetschau (2016)

Er liegt unweit der niederländischen Grenze und des Autobahngrenzübergangs Vetschau der A 4. Direkt angrenzend, jedoch zum Aachener Stadtteil Richterich gehörend, liegt die Siedlung Huf. Unweit von Vetschau verlief früher die Bahnstrecke Aachen–Maastricht über Simpelveld die seit 1995 noch von der Zuid-Limburgse Stoomtrein Maatschappij als Museumsbahn von Vetschau bis Simpelveld betrieben wird. Der Streckenabschnitt Richterich–Vetschau wurde stillgelegt und die Gleise abgebaut, somit gibt es hier keinen Anschluss an das deutsche Eisenbahnnetz mehr.

## Geschichte
Wie Grab- und Ruinen römischer Ansiedlungen belegen, geht die früheste bäuerliche Siedlung der Höfe und des gesamten Ortes auf den Bau einer durch diesen fruchtbaren Landstrich verlaufenden ehemaligen Römerstraße zwischen Aachen und Heerlen zurück. Die einigen Quellen gemäß hier vermutete Schlacht von Aduatuca ist wohl eher in den Bereich unbelegter Mutmaßungen einzuordnen, da eine derart große Schlacht archäologisch deutlich nachweisbare Spuren hinterlassen haben müsste.

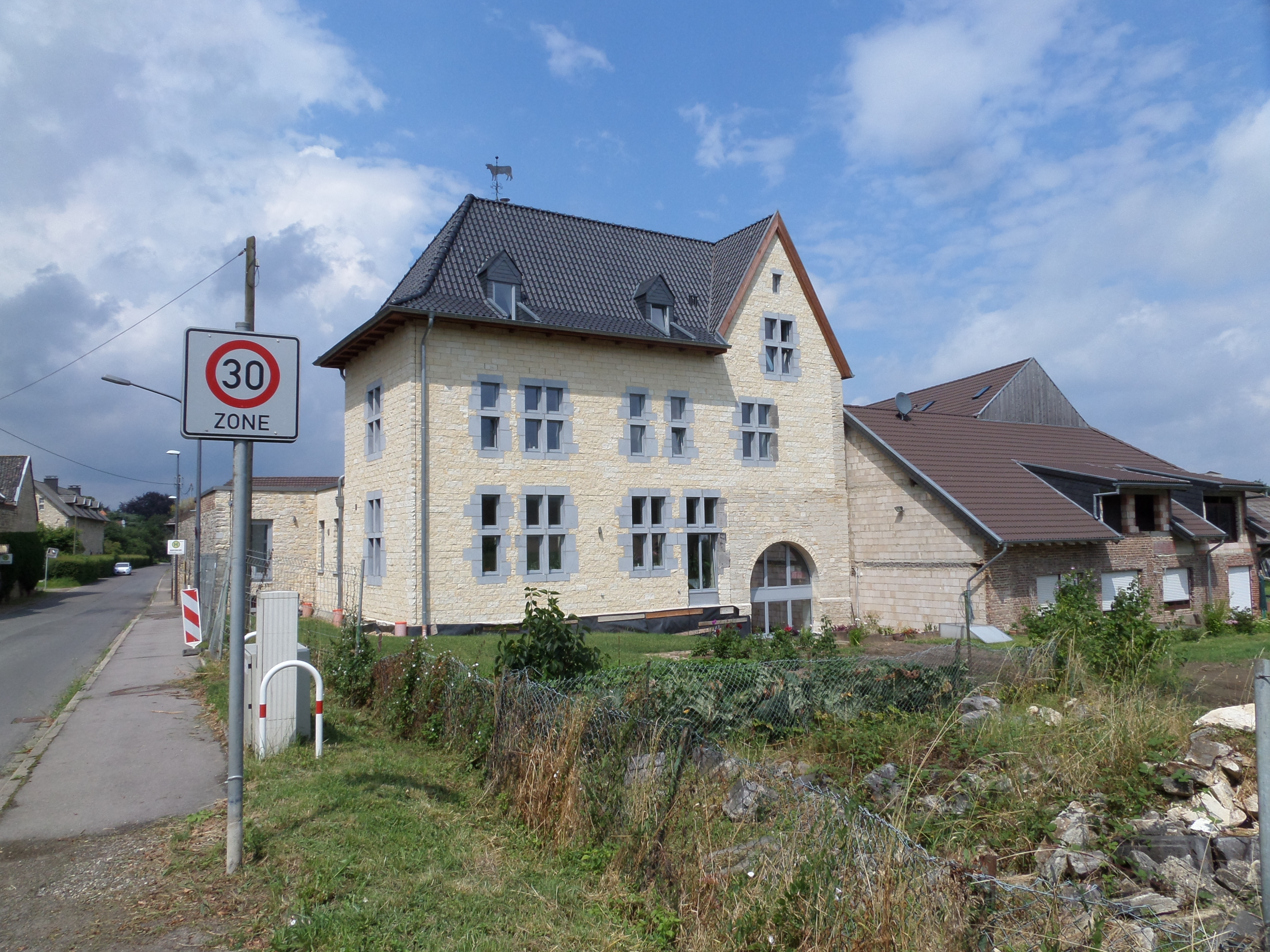
Großer Niersteiner Hof, ehemalige Vetschauer Burg

Ab dem Mittelalter gehörte Vetschau als einer der nördlichsten Zipfel zum Aachener Reich und war zugleich Grenzort zum Herzogtum Jülich. Von Orsbach kommend verlief hier der Aachener Landgraben zunächst zum nördlichen Rand des Dorfes, von wo er dann am östlichen Ortsrand über Huf in Richtung Laurensberg-Hand weiterzog. Die Gutshöfe und deren landwirtschaftlich genutzten Flächen waren zu jener Zeit Lehen teils der Reichsabtei Burtscheid, teils des Aachener Marienstiftes und später Eigentum der Stadt Aachen. Noch bis zum Anfang des 20. Jahrhunderts wurden diese Höfe als Pachthöfe weiter bewirtschaftet und kamen dann zum größten Teil in Privatbesitz. Gleichzeitig siedelten sich im Ort immer mehr Städter an und der ehemalige bäuerliche Weiler wuchs zu einem kleinen Straßendorf heran.

## Bauwerke

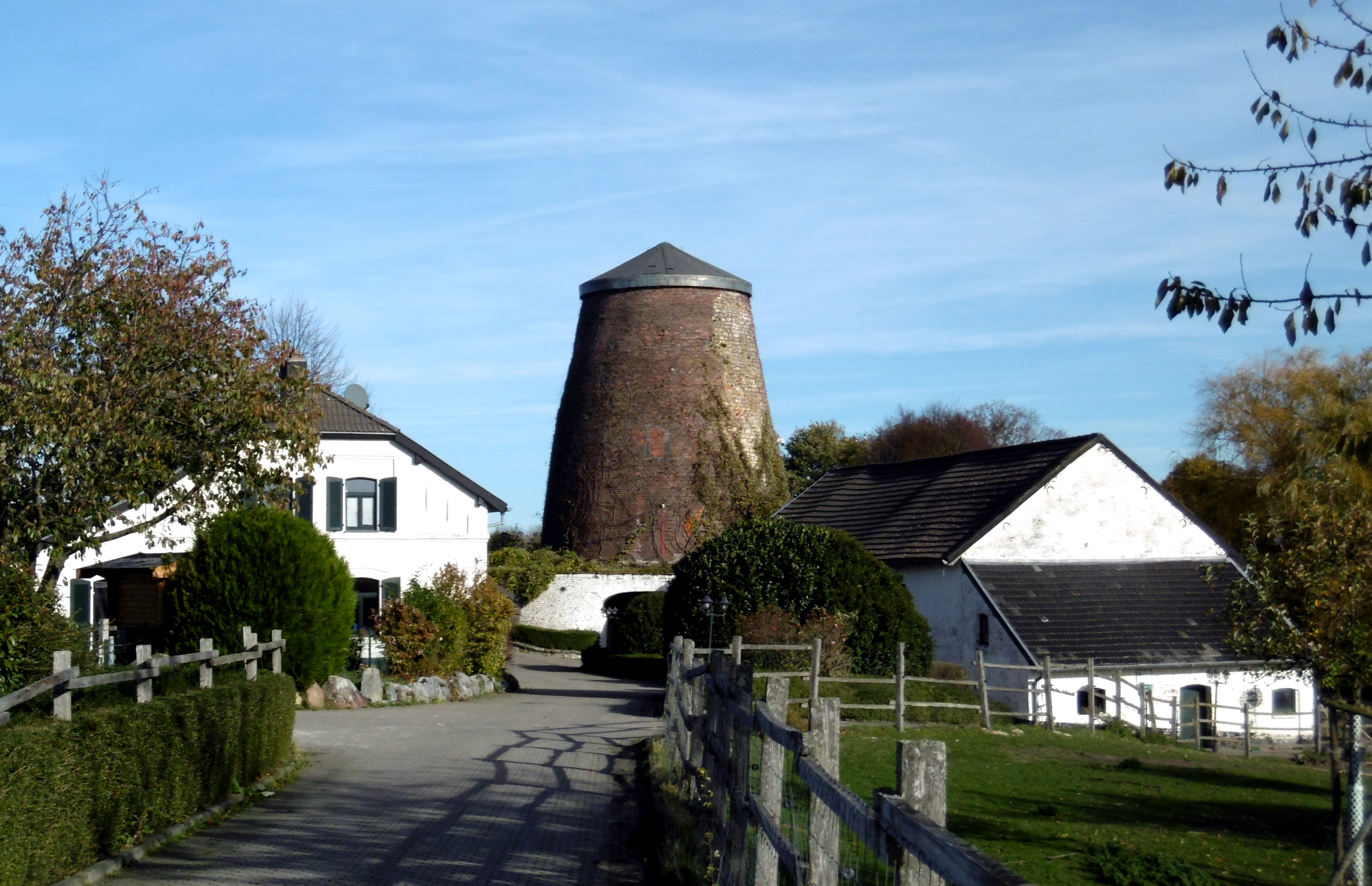
Vetschauer Mühle

Zu Vetschau gehören unter anderem die Baudenkmäler Niersteiner Höfe aus dem 14. Jahrhundert, die Vetschauer Mühle auf dem nahen Vetschauer Berg, eine 1798 erbaute Turmholländer-Windmühle, sowie zahlreiche weitere alte Gutshöfe. Die Mühlentechnik und das Flügelkreuz sowie die gesamte Haube wurden um 1850 abgebaut und ist heute noch erhalten im niederländischen Vrouwenheide, einem Ortsteil des Örtchens Übachsberg, etwa 10 km entfernt.

## Wirtschaft und Infrastruktur
Der EuroWindPark-Vetschau liegt zwischen Vetschau und der niederländischen Grenze. Besucher können nach Voranmeldung als eine von mehreren deutschlandweit die in 63 Metern Höhe gelegene verglaste Windkraftanlage mit Aussichtsplattform der Besucherwindanlage Windfang besichtigen. 

## Vereinsleben
Die St. Laurentius Bogenschützen wurden 1885 gegründet und richten jährlich ein gut besuchtes Schützenfest aus. Weitere Aktivitäten, wie das Gönnerschießen, der Ostermarkt und ein Weihnachtsmarkt finden großen Anklang, nicht nur bei den Anwohnern.
Seit 2019 gibt es den gemeinnützigen Dorfverein Leben in Vetschau LiVe e. V., der sich um die Brauchtums-, Kultur-, Landschafts- und Nachbarschaftspflege sowie Umwelt- und Landschaftsschutz und die Unterstützung hilfsbedürftiger Dorfbewohner bemüht.

## Verkehr
Die AVV-Buslinie 27 der ASEAG verbindet Vetschau mit Aachen-Mitte, Richterich und Brand.
Seit Oktober 2021 fährt der NetLiner Nord der ASEAG auch Vetschau an.
| Linie | Verlauf |
| ----- | --- |
| 27    | Brand – Gewerbegebiet Eilendorf Süd – Forst – Bf Rothe Erde – Frankenberger Viertel – Normaluhr – Theater – Elisenbrunnen – Aachen Bushof – Ponttor – Laurensberg – Niersteiner Höfe – Vetschau – Bank |